# Robert de Boissonneaux de Chevigny
Pour les articles homonymes, voir Chevigny.
Robert de Boissonneaux de Chevigny, né le 2 août 1920 à Besançon en Franche-Comté et mort le 11 juin 2011 à Chevilly-Larue, est un évêque catholique français, spiritain, évêque de Nouakchott en Mauritanie de 1973 à 1995.

## Famille
La famille de Boissonneaux de Chevigny est une famille subsistante d'ancienne bourgeoisie originaire du diocèse de Toul, connue depuis le XVIe siècle.

## Repères biographiques
Robert de Boissonneaux de Chevigny a été ordonné prêtre le 3 octobre 1948 pour la Congrégation du Saint-Esprit (spiritains).
Nommé évêque de Nouakchott en Mauritanie le 21 décembre 1973, il est consacré le 23 février 1974 par le cardinal Hyacinthe Thiandoum, archevêque de Dakar (Sénégal).
Il se retire pour raison d'âge, le 10 juillet 1995.